# وزارة أحمد شفيق
وزارة الفريق أحمد شفيق هي الوزارة السادسة عشر بعد المائة في تاريخ مصر. كُلف أحمد شفيق بتشكيل الوزارة في 29 يناير 2011، صدر قرار تشكيل الوزارة وأدت الوزارة اليمين الدستورية في 31 يناير 2011. استمرت الوزارة حتى تنحي حسني مبارك عن الحكم في 11 فبراير 2011. واستمرت الوزارة منذ 12 فبراير في ظل حكم المجلس الأعلى للقوات المسلحة وحتى تقدمت باستقالتها في 3 مارس 2011.

## أعضاء الحكومة
| المنصب                                   | شاغل المنصب                                             | شغل المنصب | شغل المنصب | غادر المنصب    | غادر المنصب                 |
| المنصب                                   | شاغل المنصب                                             | في | وزارة | في             | وزارة                       |
| ---------------------------------------- | ------------------------------------------------------- | --- | --- | -------------- | --------------------------- |
| رئيس مجلس الوزراء                        | أحمد شفيق                                               | 31 يناير 2011 | 31 يناير 2011 | 3 مارس 2011    | 3 مارس 2011                 |
| نائب رئيس مجلس الوزراء                   | يحيى الجمل                                              | 22 فبراير 2011 | تعديل وزاري | 21 نوفمبر 2011 | وزارة عصام شرف              |
| الدفاع والإنتاج الحربي                   | حسين طنطاوي                                             | 20 مايو 1991 | وزارة عاطف صدقي الثانية | 12 أغسطس 2012  | وزارة هشام قنديل            |
| الداخلية                                 | محمود وجدي                                              | 31 يناير 2011 | 31 يناير 2011 | 3 مارس 2011    | 3 مارس 2011                 |
| الخارجية                                 | أحمد أبو الغيط                                          | 13 يوليو 2004 | وزارة أحمد نظيف الأولى | 3 مارس 2011    | 3 مارس 2011                 |
| المالية                                  | سمير رضوان                                              | 31 يناير 2011 | 31 يناير 2011 | 21 يوليو 2011  | وزارة عصام شرف              |
| الإعلام                                  | أنس الفقي                                               | 15 فبراير 2005 | وزارة أحمد نظيف الأولى | 3 مارس 2011    | 3 مارس 2011                 |
| البترول                                  | سامح فهمي (البترول)                                     | 10 أكتوبر 1999 | وزارة عاطف عبيد | 22 فبراير 2011 | تعديل وزاري                 |
| البترول                                  | محمود لطيف عامر (البترول والثروة المعدنية)              | 22 فبراير 2011 | تعديل وزاري | 3 مارس 2011    | 3 مارس 2011                 |
| الكهرباء والطاقة                         | حسن يونس                                                | 13 يوليو 2004 | وزارة أحمد نظيف الأولى | 25 يونيو 2012  | وزارة كمال الجنزوري الثانية |
| الاتصالات وتكنولوجيا المعلومات           | طارق كامل                                               | 13 يوليو 2004 | وزارة أحمد نظيف الأولى | 22 فبراير 2011 | تعديل وزاري                 |
| الاتصالات وتكنولوجيا المعلومات           | ماجد عثمان                                              | 22 فبراير 2011 | تعديل وزاري | 21 يوليو 2011  | وزارة عصام شرف              |
| التربية والتعليم                         | أحمد جمال الدين موسى (التعليم العالي والتربية والتعليم) | 22 فبراير 2011 | تعديل وزاري | 21 نوفمبر 2011 | وزارة عصام شرف              |
| التعليم العالي والدولة للبحث العلمي      | هاني هلال                                               | 13 يوليو 2004 | وزارة أحمد نظيف الأولى | 22 فبراير 2011 | تعديل وزاري                 |
| البحث العلمي والعلوم والتكنولوجيا        | عمرو عزت سلامة                                          | 22 فبراير 2011 | تعديل وزاري | 21 يوليو 2011  | وزارة عصام شرف              |
| القوى العاملة والهجرة                    | عائشة عبد الهادي                                        | 30 ديسمبر 2005 | وزارة أحمد نظيف الثانية | 22 فبراير 2011 | تعديل وزاري                 |
| القوى العاملة والهجرة                    | إسماعيل إبراهيم فهمي                                    | 22 فبراير 2011 | تعديل وزاري | 3 مارس 2011    | 3 مارس 2011                 |
| التعاون الدولي                           | فايزة أبو النجا                                         | 13 يوليو 2004 | وزارة أحمد نظيف الأولى | 22 فبراير 2011 | تعديل وزاري                 |
| التخطيط والتعاون الدولي                  | فايزة أبو النجا                                         | 22 فبراير 2011 | تعديل وزاري | 25 يونيو 2012  | وزارة كمال الجنزوري الثانية |
| العدل                                    | ممدوح مرعي                                              | 27 أغسطس 2006 | وزارة أحمد نظيف الثانية | 3 مارس 2011    | 3 مارس 2011                 |
| الزراعة واستصلاح الأراضي                 | أيمن فريد أبو حديد                                      | 31 يناير 2011 | 31 يناير 2011 | 21 يوليو 2011  | وزارة عصام شرف              |
| الموارد المائية والري                    | حسين العطفي                                             | 31 يناير 2011 | 31 يناير 2011 | 21 يوليو 2011  | وزارة عصام شرف              |
| التجارة والصناعة                         | سميحة فوزي                                              | 31 يناير 2011 | 31 يناير 2011 | 22 فبراير 2011 | تعديل وزاري                 |
| التجارة والصناعة                         | سمير الصياد                                             | 22 فبراير 2011 | تعديل وزاري | 21 يوليو 2011  | وزارة عصام شرف              |
| الأوقاف                                  | عبد الله الحسيني هلال                                   | 31 يناير 2011 | 31 يناير 2011 | 21 يوليو 2011  | وزارة عصام شرف              |
| السياحة                                  | منير فخري عبد النور                                     | 22 فبراير 2011 | تعديل وزاري | 25 يونيو 2012  | وزارة كمال الجنزوري الثانية |
| التضامن الاجتماعي                        | علي المصيلحي                                            | 30 ديسمبر 2005 | وزارة أحمد نظيف الثانية | 22 فبراير 2011 | تعديل وزاري                 |
| التضامن الاجتماعي                        | جودة عبد الخالق (التضامن والعدالة الاجتماعية)           | 22 فبراير 2011 | تعديل وزاري | 21 نوفمبر 2011 | وزارة عصام شرف              |
| الثقافة                                  | جابر عصفور                                              | 31 يناير 2011 | 31 يناير 2011 | 22 فبراير 2011 | استقالة                     |
| الثقافة                                  | محمد عبد المنعم الصاوي                                  | 22 فبراير 2011 | تعديل وزاري | 3 مارس 2011    | 3 مارس 2011                 |
| الإسكان والمرافق والتنمية العمرانية      | محمد فتحي البرادعي                                      | 31 يناير 2011 | 31 يناير 2011 | 25 يونيو 2012  | وزارة كمال الجنزوري الثانية |
| النقل                                    | عاطف عبد الحميد                                         | 31 يناير 2011 | 31 يناير 2011 | 21 يوليو 2011  | وزارة عصام شرف              |
| الصحة                                    | أحمد سامح فريد (الصحة)                                  | 31 يناير 2011 | 31 يناير 2011 | 22 فبراير 2011 | تعديل وزاري                 |
| الصحة                                    | أشرف حاتم (الصحة والسكان)                               | 22 فبراير 2011 | تعديل وزاري | 21 يوليو 2011  | وزارة عصام شرف              |
| الطيران المدني                           | إبراهيم مناع                                            | 31 يناير 2011 | 31 يناير 2011 | 21 يوليو 2011  | وزارة عصام شرف              |
| الدولة للإنتاج الحربي                    | سيد مشعل                                                | 10 أكتوبر 1999 | وزارة عاطف عبيد | 21 يوليو 2011  | وزارة عصام شرف              |
| الدولة للتنمية المحلية                   | محسن النعماني                                           | 31 يناير 2011 | 31 يناير 2011 | 21 يوليو 2011  | وزارة عصام شرف              |
| الدولة لشؤون مجلس الشورى                 | يحيى عبد المجيد                                         | 31 يناير 2011 | 31 يناير 2011 | 3 مارس 2011    | 3 مارس 2011                 |
| الدولة للشئون القانونية وشؤون مجلس الشعب | مفيد شهاب                                               | 13 يوليو 2004 "وزير دولة لشؤون مجلس الشوري - وزارة أحمد نظيف الأولى" 30 ديسمبر 2005 "وزير دولة للشؤون القانونية والمجالس النيابية - وزارة أحمد نظيف الثانية" | 13 يوليو 2004 "وزير دولة لشؤون مجلس الشوري - وزارة أحمد نظيف الأولى" 30 ديسمبر 2005 "وزير دولة للشؤون القانونية والمجالس النيابية - وزارة أحمد نظيف الثانية" | 3 مارس 2011    | 3 مارس 2011                 |
| الدولة للأسرة والسكان                    | مشيرة خطاب                                              | 31 يناير 2011 | 31 يناير 2011 | 3 مارس 2011    | 3 مارس 2011                 |
| الدولة لشئون البيئة                      | ماجد جورج                                               | 13 يوليو 2004 | وزارة أحمد نظيف الأولى | 21 نوفمبر 2011 | وزارة عصام شرف              |
| الدولة لشئون الآثار                      | زاهي حواس                                               | 31 يناير 2011 "وزير دولة لشئون الآثار - وزارة أحمد شفيق" 31 مارس 2011 "وزير دولة لشئون الآثار - وزارة عصام شرف"                                              | 31 يناير 2011 "وزير دولة لشئون الآثار - وزارة أحمد شفيق" 31 مارس 2011 "وزير دولة لشئون الآثار - وزارة عصام شرف"                                              | 21 نوفمبر 2011 | وزارة عصام شرف              |

## التعديلات
- تعديلات 22 فبراير 2011 [9][10][11]